# Gabriele Gori (giocatore di beach soccer)
Gabriele Gori (Viareggio, 10 ottobre 1987) è un giocatore di beach soccer italiano e della nazionale italiana.
Noto per la sua agilità nel segnare molti gol in rovesciata, è uno dei più grandi marcatori di tutti i tempi in questo sport, avendo accumulato oltre 700 gol al 2020, vincendo il titolo di capocannoniere alle edizioni 2017 e 2019 dei Mondiali di beach soccer FIFA e diventando il capocannoniere di tutti i tempi della nazionale italiana. È riconosciuto come uno dei migliori giocatori al mondo.

## Carriera
Calciatore professionista, gioca in Serie C tra il 2006 e il 2008 con il Pisa e la Lucchese.
Nel 2010 viene invitato da un amico a giocare ad un torneo di beach soccer con la squadra della sua città natale, Viareggio. Inizialmente scettico su questo sport, Gori accettò l'invito solo per l'insistenza dell'amico; nonostante le sue riserve, l'evento andò bene per Gori, che continuò a giocare con il Viareggio. Quella stessa estate, l'allenatore della nazionale italiana di beach soccer Massimiliano Esposito, dopo aver visto Gori giocare durante il campionato italiano, lo convocò per la superfinale dell'Euro Beach Soccer League (EBSL) 2010 a Lisbona.
All'inizio della nuova carriera, suo padre credeva che avesse preso la decisione sbagliata dedicando così tanto tempo a questo sport, ma da allora Gori ha consolidato il suo posto nella squadra italiana, diventando il miglior marcatore di tutti i tempi.

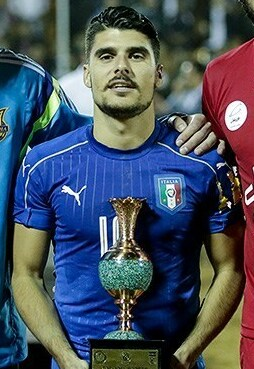
Gori con la nazionale italiana nel 2017

Gori si è ripreso dall'intervento al ginocchio in tempo per essere chiamato in Italia per i Mondiali di Beach Soccer 2011 a Ravenna. In seguito, Gori è stato il secondo capocannoniere ex aequo dei Mondiali di calcio del 2015 e ha aiutato l'Italia a vincere la medaglia d'oro ai Giochi del Mediterraneo di quell'anno, primo grande trofeo conquistato dalla nazionale dell'Italia. Nel 2016, Gori è stato votato come uno dei tre migliori giocatori al mondo all'annuale Beach Soccer Stars awards e ha vinto il Pallone Azzurro per il miglior giocatore italiano dell'anno assegnato dalla Federazione Italiana Giuoco Calcio. Il suo più grande riconoscimento individuale è arrivato sei mesi dopo ai Mondiali di calcio del 2017, dove ha vinto la Scarpa d'Oro (capocannoniere) con 17 gol e i suoi 12 gol nella stagione EBSL 2018 hanno aiutato l'Italia a conquistare la prima corona europea in 13 anni, concludendo il 2018 sull'orlo dei 200 gol per gli Azzurri. Un anno dopo, Gori è stato nuovamente nominato uno dei tre migliori giocatori al mondo e nominato tra i migliori giocatori del mondo, e tra i giocatori da sogno per il 2019 al Beach Soccer Stars awards e ha concluso la stagione con una medaglia d'argento ai Mondiali di calcio del 2019, vincendo ancora una volta la Scarpa d'Oro, primo giocatore a vincere consecutivamente i premi come capocannoniere dopo Madjer nel 2005 e nel 2006.
Segna 5 reti al Tahiti nella prima giornata del campionato mondiale di beach soccer 2019 in Paraguay e altre 5 al Messico durante i gironi di qualificazione. Arriva alla finale del torneo contro il Portogallo con 16 gol segnati.

## Palmares

### Club
- Coppa Italia di beach soccer: 2

Viareggio: 2012, 2016
- Campionato italiano di beach soccer: 1

Viareggio: 2016
- Supercoppa italiana di beach soccer: 1

Viareggio: 2018
- Euro Winners Cup: 1

Viareggio: 2016

### Nazionale
- Giochi del Mediterraneo sulla spiaggia: 2

 Pescara 2015,  Patrasso 2019
- Euro Beach Soccer League: 1

2018

### Individuale
- Capocannoniere Coppa Italia: 3

2010, 2014, 2015
- Capocannoniere Serie A: 6

2010, 2012, 2014, 2018, 2019, 2024
- Capocannoniere Euro Winners Cup: 1

2016
- Capocannoniere FIFA Beach Soccer World Cup: 2

2017, 2019
- Pallone Azzurro: 1

2016